# Франк, Феликс
Феликс Франк (нем. Felix Frank; 31 октября 1876, Вена, Австро-Венгрия — 2 марта 1957, Инсбрук) — австрийский политический и государственный деятель, дипломат, вице-канцлер Австрии (1922–1924), юрист, доктор права.
Изучал право. Работал в Генеральной прокуратуре. Во время Первой Австрийской республики был членом партийного руководства Великой немецкой народной партии. С 1920 по 1925 год был членом Национального совета Австрии. Позже, один из лидеров  Великогерманской народной партии.
С 31 мая 1922 по 20 ноября 1924 года занимал пост вице-канцлера Австрии  при канцлере Игнаце Зайпеле.
С 1925 по 1932 год работал послом Австрии в Германии. Член парламента Австрии.
Автор работ по уголовному праву.